# Barby (Německo)
Barby je město v zemském okrese Salzland v Sasku-Anhaltsku v Německu. Nachází se na levém břehu řeky Labe, nedaleko soutoku se Sálou, přibližně 25 km jihovýchodně od Magdeburku. Od správní reformy z 1. ledna 2010 zahrnuje bývalé obce Verwaltungsgemeinschaftu Elbe-Saale, s výjimkou Gnadau, které se k Barby připojilo v září 2010. Barby se Zerbstem-Walternienburkem spojuje trajekt přes Labe.

## Geografie
Město Barby se skládá z následujících Ortschaften nebo čtvrtí:
- Barby
- Breitenhagen
- Glinde
- Gnadau
- Groß Rosenburg
- Lödderitz
- Pömmelte
- Sachsendorf
- Tornitz
- Wespen
- Zuchau

## Historie

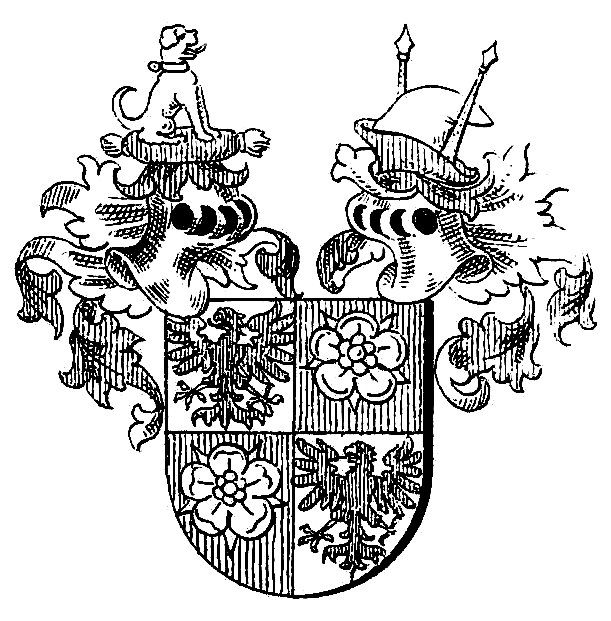
Erb hrabat z Barby

O burkvartovi z Barby se poprvé zmiňuje v listině z roku 961 německý král Ota I. Od 12. století patřila oblast hrabatům z Barby pocházejícím z nedalekého Arnsteinu. Po zániku linie v roce 1659 připadlo Barbyské hrabství Sasko-weissenfelskému vévodství, kterému vládla kadetní větev kurfiřtského saského rodu Wettinů. Když vévoda Georg Albrecht Sasko-Weissenfelský v roce 1739 zemřel bez potomků, Barby připadlo Saskému kurfiřtství. Kurfiřt Barby následně pronajal hraběti Mikulášovi ze Zinzendorfu a Pottendorfu.

## Partnerská města
- Aukštadvaris, Litva
- Pruchnik, Polsko
- Schöppenstedt, Německo

## Významní lidé

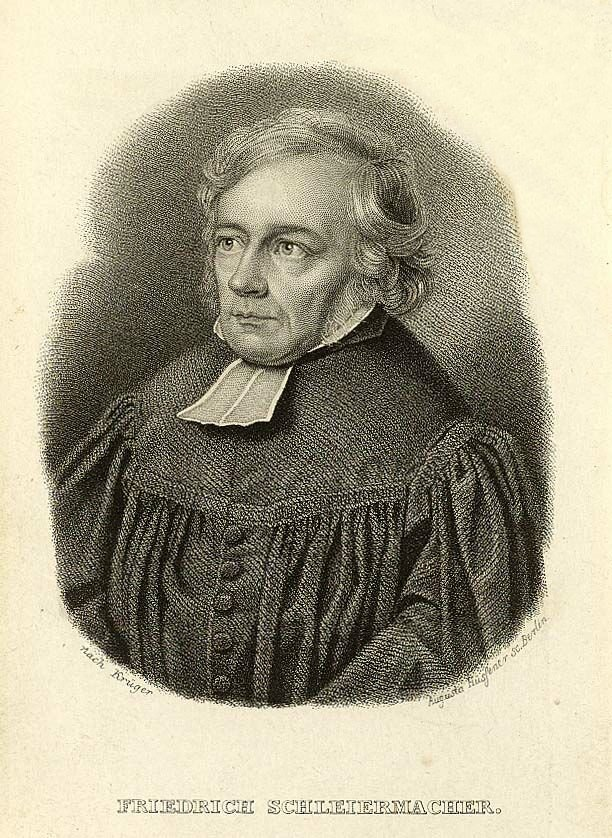
Friedrich Schleiermacher

- Friedrich SchleiermacherJakob Friedrich Fries (1773–1843), filozof
- Friedrich Schleiermacher (1768–1843), teolog a filozof
- Max Sering (1857–1939), ekonom
- Walter Conrad (1892–1970), právník a politik (FDP)
- Gottfried Wehling (1862–1913), architekt